# 瓦拉派 (亞利桑那州)
瓦拉派（英語：Walapai）是位於美國亞利桑那州莫哈維縣的一個非建制地區。該地的面積和人口皆未知。

## 地理
瓦拉派的座標為35°20′40″N 113°53′03″W / 35.34444°N 113.88417°W，而該地的平均海拔高度為1008米（即3307英尺）。